# 内山泰
内山 泰（うちやま とおる、1895年（明治28年）1月27日 - 1944年（昭和19年）7月6日）は、病理学者、専門は組織化学。医学博士。正五位。学生時代から禅に打ち込み、盛岡において盛岡禅道会を創立した。二高時代には、黒川利雄と特に親しかった。
新潟県中魚沼郡芦ヶ崎村（現・津南町）に出生。 胃癌の肝転移のため逝去、享年49。

## 略歴
- 1914年（大正3年） 長野県立飯山中学校卒業
- 1917年（大正6年） 第二高等学校卒業
- 1921年（大正10年） 東北帝国大学医学部卒業
- 1926年（大正15年） 病理学研鑽のためドイツに留学（1929年まで）
- 1929年（昭和4年）8月 東北大学医学博士　論文の題は　「家鶏に於けるコレステリン新陳代謝に就て (独文)」[3]
- 1936年（昭和11年） 岩手医学専門学校病理学教授

## 関連資料
- 「内山泰先生追悼集」、岩手医科大学病理学教室（松谷忠彦）、昭和26年（1951年）
- 「三十周年記念会誌」、盛岡禅道会、昭和49年（1974年）